# Archotoplana macrostylis
Archotoplana macrostylis är en plattmaskart som beskrevs av Ax och Armoinies 1990. Archotoplana macrostylis ingår i släktet Archotoplana och familjen Otoplanidae. Inga underarter finns listade i Catalogue of Life.